# Arca Santa d'Oviedo

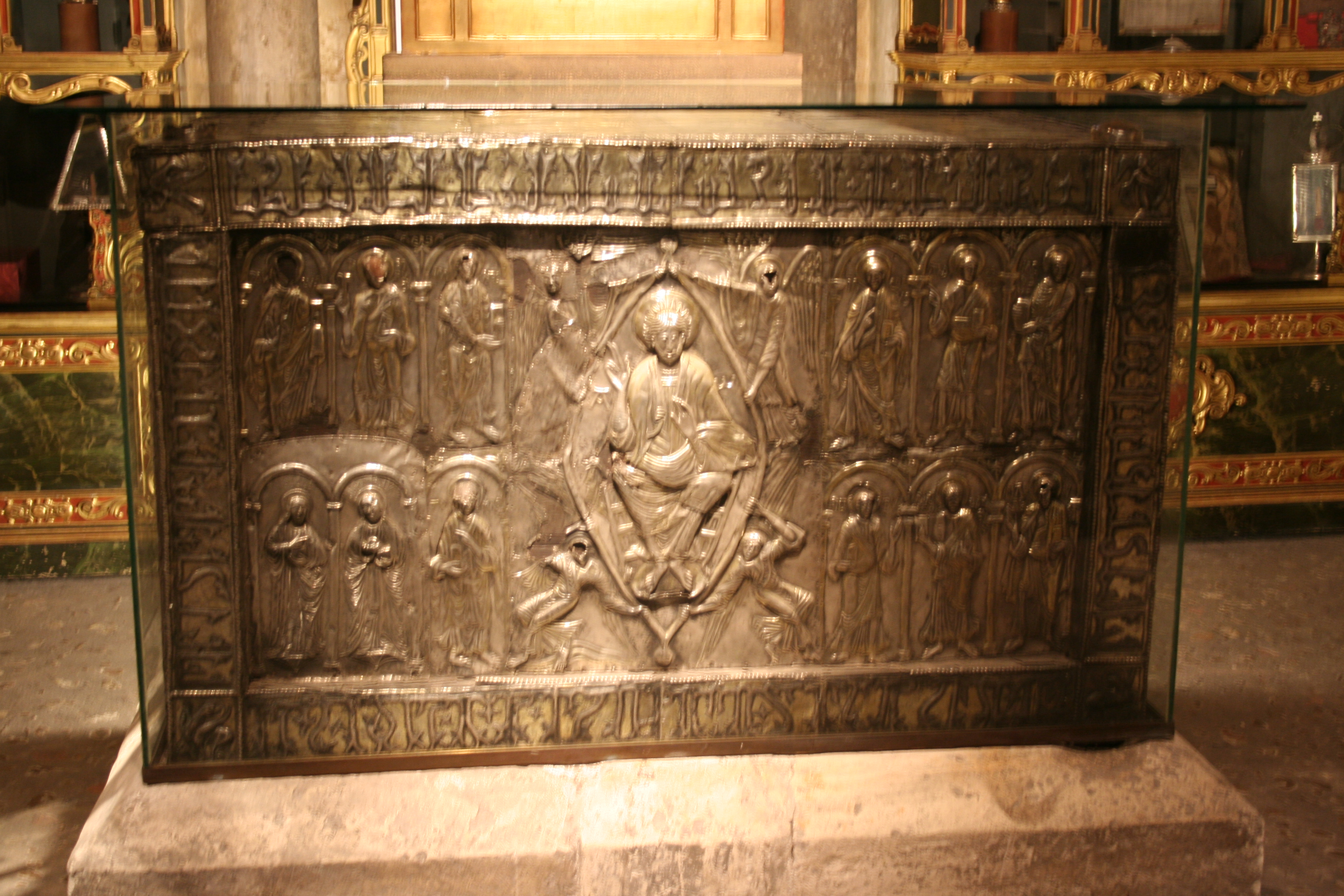
Arca Santa.

L'Arca Santa (Arche Sainte) est un des trésors et reliquaires sacrés qui sont exposés à la Cámara Santa de la cathédrale de San Salvador d'Oviedo, dans le Principat des Asturies, Espagne. L'Arche date de la seconde moitié du XIe siècle, à l'époque d'Alphonse VI de León (vers 1075), bien que d'autres personnes la datent aux environs de 1120,.

## Historique
La légende sur les origines de l'Arca Santa d'Oviedo raconte qu'elle provient d'une ancienne arche ou caisse en bois de cèdre se trouvant à Jérusalem et qui contenait des reliques de Jésus et Marie. À cause de l'invasion des perses envoyés par Khosro II qui ont pris Jérusalem en 614, les chrétiens de Palestine ont voulu sauver l'Arca Santa, avec le Saint-Suaire et d'autres reliques, et l'ont envoyée à Alexandrie par l'intermédiaire du prêtre Philippe. Par la suite, du fait de l'avancée des perses en Afrique, l'Arca a été transportée jusqu'en Espagne où elle est entrée par Carthagène. L'évêque de Écija, San Fulgencio, l'a transmise à son supérieur l'évêque de Séville, saint Léandre.
Saint Isidore, évêque de Séville, a réussi à conserver l'Arche quand il a été nommé évêque de Tolède dans la première moitié du VIIIe siècle. À ce moment, on a fait une nouvelle caisse (en chêne) pour remplacer l'ancienne. Menacée par l'invasion musulmane, l'Arche a été cachée durant 80 ans dans la grotte de Santo Toribio dans le mont Monsacro (es). Finalement, entre 812 et 842, elle a été transportée par Alphonse II le Chaste jusqu'à Oviedo, lieu où elle est conservée depuis.
Lors de la visite du roi Alphonse VI à Oviedo, on a procédé à l'ouverture de l'Arche et à l'inventaire des différents objets qui s'y trouvaient. Pour rendre hommage à son précieux contenu, la reine Doña Urraque a ordonné que l'arche soit recouverte d'argent. On a aussi gravé un texte qui expose le contenu de l'Arche et rappelle la date de réalisation de ce travail d'orfèvrerie en 1113.
L'importance et la renommée de ces reliques ont été telles durant le Moyen Âge qu'en dépit de la difficulté de la traversée de la cordillère Cantabrique, les pèlerins se détournaient du chemin français de Compostelle pour venir à Oviedo vénérer l'Arca Santa et ses reliques.
En 1035, l'évêque Ponce a ouvert l'Arca Santa pour voir les merveilles qu'elle renferme. On dit que lui et quelques-uns des abbés et clercs qui l'accompagnaient, sont restés aveuglés par la lumière qui sortait d'elle.